# Mouphtaou Yarou
Mouphtaou Yarou (Natitingou, 26 giugno 1990) è un cestista beninese.

## Palmarès
- Coppa di Francia: 1

Le Mans: 2015-16